# Tsushima (Nagasaki)
|  | Per a altres significats, vegeu «Illa de Tsushima». |

Tsushima (対馬市, Tsushima-shi) és una ciutat de la prefectura de Nagasaki, al Japó.
El febrer de 2016 tenia una població estimada de 32.409 habitants. Té una àrea total de 708,61 km².

## Geografia
Tsushima està situada al nord-oest de la prefectura de Nagasaki. La ciutat de Tsushima comprèn tot l'arxipèlag de Tsushima, que està situat a l'estret de Tsushima del nord de Nagasaki, a l'oest de Kyushu.

## Història
L'actual ciutat de Tsushima fou establerta l'1 de març de 2004.